# Parafia św. Wojciecha w Kielcach
Parafia Świętego Wojciecha w Kielcach – parafia rzymskokatolicka w Kielcach. Należy do dekanatu Kielce-Śródmieście diecezji kieleckiej. Założona w 1089 roku. Jest obsługiwana przez księży diecezjalnych. Mieści się przy placu św. Wojciecha.

## Proboszczowie
- 2010 – 2022 ks. Jan Tusień[1]
- od 2022 ks. dr Mirosław Cisowski[1]

## Zakony
Na terenie parafii znajduje się:
- Zgromadzenie Sióstr Albertynek
- Zgromadzenie Sióstr Miłosierdzia